# مزیانی
مزیانی (گرجی: მზიანი) یک روستا در شهرداری ازورگتی ناحیه گوریا در غرب گرجستان است.